# Kempeitai
Kempeitai (Japans: 憲兵隊) is het Japanse woord voor militaire politie. De Kempeitai was de militaire politie in het Japanse Keizerlijke Leger van 1889 tot het einde van de Tweede Wereldoorlog. De Kempeitai trad ook op als inlichtingendienst en was berucht, zowel in Japan als in de bezette gebieden in Azië. Aan het einde van de Tweede Wereldoorlog telde de Kempeitai 36.000 manschappen.

## Geschiedenis

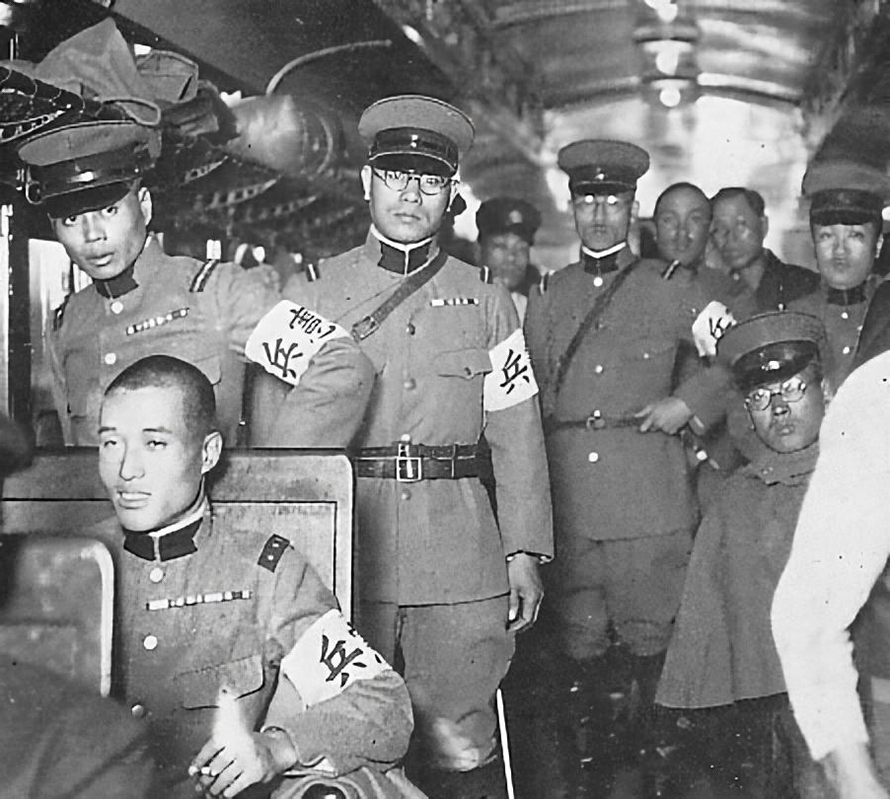
Kempeitai in 1935

De Kempeitai werd in 1889 als elite-korps opgericht. Sinds de Iwakura-missie had Japan beslist om het Franse politionele systeem te kopiëren, en de Kempeitai was gemodelleerd op de Gendarmerie Nationale, zij het met de nodige aanpassingen. Van 349 leden bij aanvang was de Kempeitai tegen 1 november 1945, toen generaal D. MacArthur de organisatie ontmantelde, uitgegroeid tot een enorme organisatie van in totaal 36.000 man sterk, waarbij inbegrepen 24.000 officieren - de inheemse hulptroepen in bezette gebieden niet meegerekend. De oorspronkelijke functie van de Kempeitai tijdens de "Meiji-periode" was de legerofficieren te disciplineren die zich verzetten tegen de instelling van verplichte krijgsdienst. De ex-samurai, die een professioneel leger vormden, verzetten zich tegen het idee een regulier leger met dienstplichtigen aan te voeren. Deze oorspronkelijke functie gaf de Kempeitai de algemene vertaling van "militaire politie", hoewel de letterlijke vertaling van Ken Pei "rechts-soldaat" is. De organisatie pretendeerde dan ook een voorbeeld van discipline te zijn, noodzakelijk voor de machtsuitbreiding van de Meiji-staat. Hoewel in 1911 de Tokkoka werd opgericht als ideologische politie, stelde de Kempeitai in de jaren 20 in de eigen organisatie een Tokko-afdeling in, waarmee de veranderende rol van de Kempeitai duidelijk werd: een verschuiving van een disciplinerende naar een meer ideologische functie vond plaats. In eerste instantie richtte de Kempeitai zich op niet-gewenste elementen in de maatschappij als socialisten en communisten. Intimidatie en marteling werd hierbij niet geschuwd.
Officieel was de Kempeitai in zijn geheel ondergeschikt aan het leger. Een lid van de Kempeitai echter kon een legerofficier arresteren die drie rangen hoger stond dan hijzelf, en hem vervolgens direct een straf opleggen. Daarbij kwam dat de chef van de militaire politie slechts verantwoording schuldig was aan de Minister van Oorlog. Hierdoor was er vrijwel geen controle op de activiteiten van de Kempeitai, zodat deze potentieel in staat was vrijwel iedere gedraging en gedachte van de burgers te beïnvloeden. De organisatie van de Kempeitai was in principe hetzelfde als een gevechtseenheid van een leger. Deze eenheden werden eenvoudigweg toegevoegd aan een van de legers. Zo werd de eenheid die Java zou terroriseren toegevoegd aan het 16e leger in april 1942, toen deze zich opmaakte voor de verovering van Java.

## Organisatie in Nederlands-Indië
De eenheid van de Kempeitai op Java bestond uit vier compagnieën, die zich na de invasie verdeeld hadden over verschillende afdelingsplaatsen op het eiland. Deze afdelingen (Kenpei-buntai) stonden onder commando van een Kenpeitai-officier, meestal een kapitein of, bij een grote buntai, een majoor. Alle eenheden tezamen stonden onder het Kenpeitai-hoofdkwartier te Batavia. Een paar maanden na de Nederlandse capitulatie werd er binnen de organisatie een driedelige onderverdeling gemaakt. Hierbij werden het hoofdkwartier en de verschillende Kempeitai-Buntais (afdelingen) onderverdeeld in drie secties, te weten de Shomuhan, de Kemuhan en de Tokkohan. De eerste hield zich bezig met interne aangelegenheden als de administratie. De Kemuhan was de normale criminele politie, die zich daarnaast bezighield met de bewaking en verzorging van arrestanten en gevangenen. De Tokkohan was het politiek gerichte onderdeel, dat zich richtte op de opsporing van anti-Japanse activiteiten in de bezette gebieden. Het onderscheid tussen de laatste twee was in de praktijk erg klein. In februari 1945 werden de laatst genoemde twee diensten samengevoegd tot "Semuhan". Binnen de Kemuhan en de Shomuhan bevonden zich een binnen- en een buitendienst, respectievelijk de "naikin" en "gaikin", waarbij de laatste in principe alle opsporingen, arrestaties en ondervragingen voor zijn rekening nam, evenals de daarop volgende processen-verbaal en rapporten. De naikin hield zich bezig met de overige administratieve werkzaamheden, maar de scheidslijn was soms moeilijk te trekken.

### Taakvervulling
De organisatie van de Kempeitai op Java was als volgt ingedeeld: aan het hoofd stond het 16e leger, daaronder het hoofdkwartier, vervolgens was er de afdeling Kenpeibuntai met een chef buntai cho. Hieronder vielen drie secties: de administratie (Shomuhan), de Criminele Sectie (Kemuhan) en de Politieke Sectie (Tokkohan). Een onderafdeling was de Onderafdeling Kenpeibunkentai. Zodra het hoofdkwartier van de Kempeitai te Batavia en de Buntais zich hadden geïnstalleerd gingen zij hun taken vervullen. De Kempeitai maakte, in samenwerking met de Politieke Inlichtingen Dienst (P.I.D.) voortdurend jacht op verzetsgroepen, anti-Japanse organisaties en guerrilla's. Hierbij werd geen onderscheid gemaakt tussen "reëel" en "fictief" verzet. In Europa gold de Gestapo als een geperfectioneerd instrument in handen van de machtshebbers, op dezelfde wijze werd de Kempeitai ingezet voor (sadistische) terreur, folteringen en executies. Naar schatting zijn in Nederlands-Indië ongeveer 5.000 personen geëxecuteerd (mannen, vrouwen en kinderen), van wie een groot aantal zonder enige vorm van proces. De Kempeitai hanteerde in veel gevallen de "Kokosaku-procedure", oftewel het "afdoen op stukken", wat executie ter plaatse inhield. Doelstellingen van de Kempeitai waren:
- Het economisch potentieel van Nederlands-Indië in te schakelen voor de Japanse oorlogsvoering;
- Nederlanders, Engelsen, Amerikanen en Australiërs isoleren;
- Ervoor zorgen dat de Indonesiërs de Japanse suprematie zouden aanvaarden, handelingen die daarmee in strijd waren te bestrijden en onschadelijk te maken;
- Te voorkomen dat er hulp uit Indië kwam ten bate van de geallieerde oorlogsvoering.

Allereerst was het van belang de macht over de Indonesische gemeenschap over te nemen, door de controle van sleutelposten. De overgebleven vijandelijke militairen werden als krijgsgevangenen bijeen gedreven en er werd gezorgd voor de militaire bevoorrading. Vervolgens werden de onderdanen van geallieerde mogendheden geïnterneerd, te beginnen met de Nederlandse regeringsbeambten.

### Procesgang
Wanneer een arrestant in de ogen van de Kempeitai schuldig werd bevonden dan moest hij worden veroordeeld door een militaire rechtbank. Deze bestond uit drie leden, een voorzitter, een officier van justitie en een verdediger. De eerste was het hoofd van de Kempeitai, terwijl de laatste twee vaak werden verenigd in één persoon. Het proces werd of wel in het Indonesisch of in het Japans gevoerd, omdat andere talen niet waren toegestaan. In hoger beroep gaan was niet mogelijk. Het "bewijsmateriaal" bestond vaak uit afgeperste bekentenissen of een uit de Kempeitai afkomstige verklaring. Steeds vaker echter werd er tijdens de oorlog gebruikgemaakt van een andere methode, "kikosaku". Hierbij ging het uitsluitend om doodstraffen, waarbij de executie - zonder proces - ter plaatse werd uitgevoerd. Procedureel ging dit als volgt: de processen-verbaal, betrekking hebbend op de verdachte, werden samen met een advies van het afdelingshoofd (de buntai-cho) naar de opperbevelhebber van het 16e leger gestuurd, die samen met een of meerdere adviseurs (officieren van het legerhoofdkwartier) besliste over het al dan niet toekennen van het "advies".

## Oorlogsmisdaden
Wreedheid was niet vreemd aan de Japanse maatschappij. Tot 1946 was, hoewel officieel verboden, fysiek geweld ten aanzien van bijvoorbeeld Japanse rekruten heel normaal. Misbruik van autoriteit door de politie bij arrestaties en martelingen van Japanse gedetineerden en verdachten waren berucht. Politie en leger stonden eenvoudig boven de wet. De nadruk die in de Japanse samenleving werd gelegd op moed en geestkracht vergrootte het fanatisme van de soldaten bij de oorlogsvoering, maar bracht tegelijk met zich mee dat men krijgsgevangenen minachtte vanwege de "zwakte", dat is, dat zij zich gevangen hadden laten nemen. Desinteresse, de oorlogssituatie en culturele trekjes waren er gezamenlijk debet aan dat de situatie de kans bood aan mensen met sadistische trekjes om ongecontroleerd hun gang te gaan. Desinteresse van de kant van de autoriteiten wat betreft de situatie in de gevangenissen en de oorlogssituatie, omdat deze een legitimatie bood om "spionnen" streng te straffen, maakten de zaken erger. Het feit dat de Kempeitai ongestoord zijn gang kon gaan werd hierbij nog versterkt door de reeds eerder genoemde organisatorische verhouding met het leger en de autoriteiten, en door de feitelijke situatie dat de Japanners zich nu eenmaal in een overwinningspositie bevonden.
Na de capitulatie van Japan op 15 augustus 1945 werd als uitvloeisel van internationale afspraken ieder geallieerd land de mogelijkheid geboden, naar het geldend recht van dat land, Japanse oorlogsmisdadigers te berechten. Een uitzondering hierop vormden de voor het Tokio-Tribunaal geselecteerde Japanse oorlogsmisdadigers. In Nederlands-Indië werden 15 Temporaire Krijgsraden geïnstalleerd. De raad te Batavia behandelde het merendeel der zaken, waaronder die tegen de Kempeitai. Uit de processtukken bleek hoe in strijd met de wetten en gebruiken in oorlogstijd door leden van de Kempeitai de vernederingen en folteringen van de slachtoffers plaats had gevonden.

### Martelmethodes

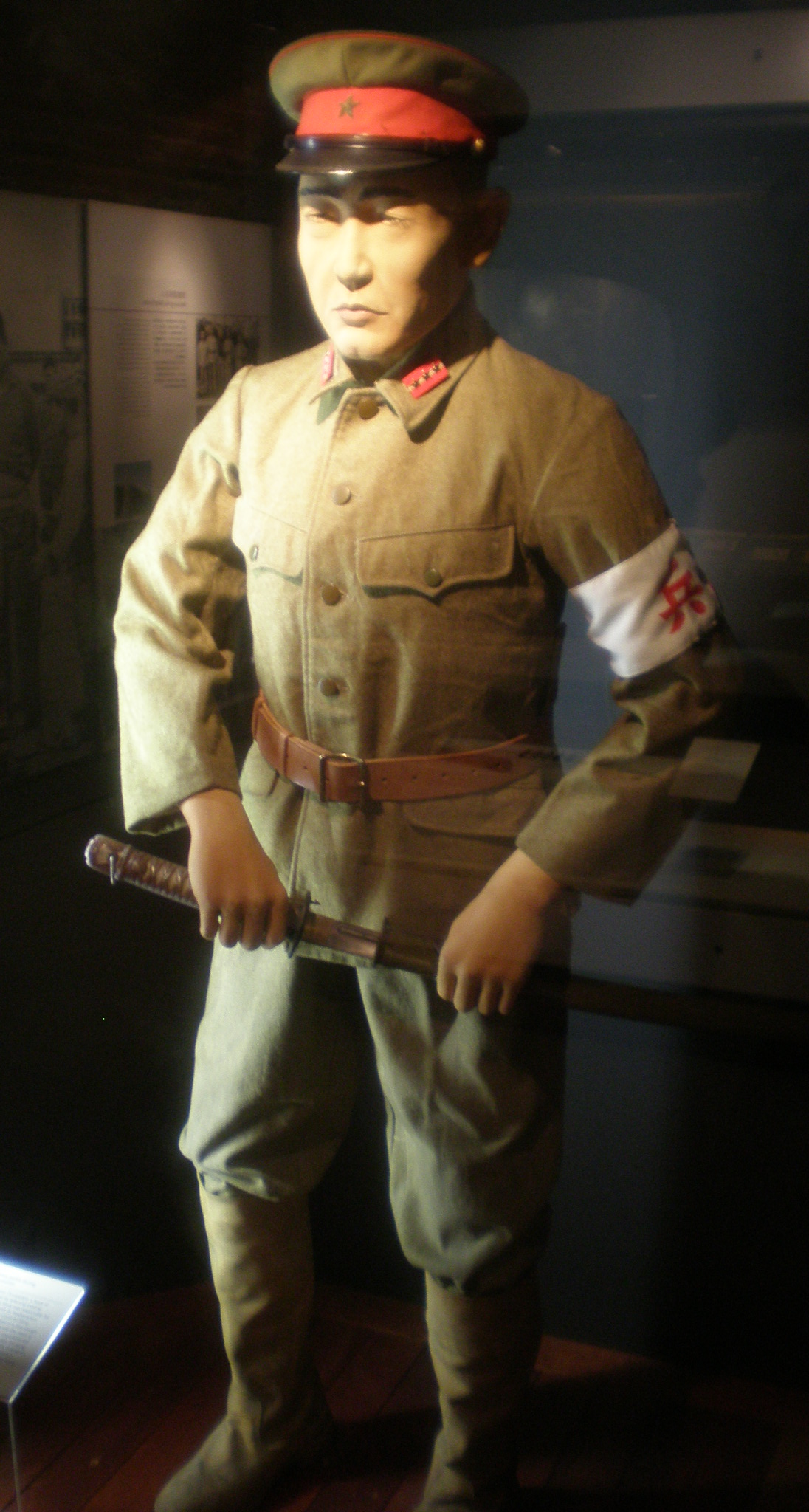
Kempeitai-officier

De systematische terreur die werd uitgeoefend bestond uit:
- Foltering van de arrestanten door de verhoren op onmenselijke wijze te verrichten en de arrestanten met vuisten, zwepen en gummiknuppels, stokken en ijzeren staven veelvuldig en langdurig tot bloedens toe te slaan;
- Met zwaar geschoeide voet overal en hevig te trappen;
- Met judogrepen tegen de grond te slingeren, hen in de lucht te gooien en daarna op de grond te laten vallen;
- Met zeshoekig potloden de vingers stuk te wrijven;
- Met brandende sigaretten, poetskatoen, tot fakkels gedraaide kranten, een sigarettenaansteker, een ijzeren rooster of rooster van ijzerdraad dan wel broodrooster tegen het lichaam aan te branden;
- Voetzolen te branden;
- Lange tijd in de zon te laten knielen met een bloempot op het hoofd;
- De waterkuur toe te passen, bestaande uit het in bovenmatige hoeveelheden water door een slang in de mond te gieten en vervolgens op de buik te trappen dan wel te dansen;
- Het hoofd naar beneden in een put te laten neerzakken, onder te dompelen in een watertank of mandibak;
- Handen in kokend water steken;
- De meest gevoelige plaatsen van het lichaam onder elektrische stroom te zetten;
- Te laten knielen, waarna een bamboe of stuk hout in de knieholte werd gelegd, waarna op deze stok werd gedanst dan wel aan het uiteinde zware gewichten werden gehangen;
- Te laten knielen met een zwaar voorwerp in de handen;
- De handen op de rug te boeien, waarna de benen afzonderlijk middels touwen aan de poten van een schutsel werden gebonden, waarop vervolgens touwen werden aangedraaid, zodat de benen uit elkaar werden getrokken;
- Het geruime tijd geboeid opsluiten en/of vastbinden;
- Ophangen aan op de rug gebonden polsen dan wel aan polsen en aan voeten en ondertussen heen en weer zwaaien en slaan;
- Naakt, ingewreven met suikerwater aan een boom vastbinden;
- Met potloden de trommelvliezen doorboren;
- De nagels van handen en tenen uittrekken;
- Met een bajonet steken;
- Opzettelijk uithongeren;
- Opzettelijk slaap onthouden;
- Opzettelijk geneesmiddelen onthouden;
- Open wonden met zout en jodiumtinctuur behandelen;
- Dagenlang in open lokalen opsluiten, waardoor het niet mogelijk was het lichaam te strekken en te dwingen overdag gehurkt te zitten.

Deze terreurdaden veroorzaakten de dood van veel gevangenen en lieten bij diegenen die het overleefden diepe sporen van lichamelijk en geestelijk lijden na. Een krijgsgevangene schreef later: in de gevangenis Lowokwartoe werden we opgesloten in kleine eenpersoonscellen. We sliepen op een betonnen brits zonder matras, deken of kussen. Malang is een bergplaats en ligt vrij hoog, daarom hadden we ook last van de kou. Ik deelde mijn cel met een oude Chinees, die alleen zijn eigen taal sprak. Communiceren was niet mogelijk. Hij was wel een aardige man. Als gevolg van de martelingen deed hij een zelfmoordpoging door ophanging. Dat lukte niet. Ik kon dat verijdelen. Dat had ik beter niet kunnen doen. Hij werd nadien nog zwaarder gefolterd en is daaraan overleden.
In een vervolg meldde de voormalige gevangene: De wc was een gat boven een riool vol ongedierte. Het gat werd afgedekt door een deksel, maar bij tropische regen liep alles over. Ongedierte en uitwerpselen dreven dan de cel in. Gesprekken met medegevangenen waren mogelijk door je hoofd gedeeltelijk in het wc-gat te steken. Het riool werkte als een soort telefoon. Tijdens zo'n gesprek werd ik door een Japanner betrapt; het gevolg was dat ik de rioolinhoud moest opscheppen en opeten. Ik vond dat erger dan de martelingen. Kort daarna kreeg ik mondzweren en nu nog heb ik last van misselijkheid en overgeven bij de gedachtenassociatie.